# SCP Foundation
SCP Foundation (in italiano Fondazione SCP) è un sito web riguardante un'organizzazione segreta fittizia e soggetto principale di un omonimo progetto di scrittura collettiva online. Il sito ufficiale della community racchiude diversi racconti dell'orrore, catalogati come un'enciclopedia, che narrano le caratteristiche di molte anomalie e i metodi di contenimento usati da tale organizzazione, responsabile per la messa in sicurezza, contenimento e protezione (da cui il nome) di entità, luoghi, fenomeni, oggetti paranormali o dalle caratteristiche anomale per la scienza, più o meno pericolosi per l'umanità e difficili da tenere sotto controllo. Il sito web è curato da una comunità di collaboratori e i racconti prodotti includono elementi di molti generi come l'horror, la fantascienza e l'urban fantasy.
La maggior parte dei racconti segue uno stile uniforme: viene descritta l'anomalia scoperta dalla Fondazione tramite una scheda standardizzata contenente un asciutto ma dettagliato rapporto scientifico sull'oggetto, così come sarebbe redatta e consultata da dei ricercatori. Raggruppati in serie, questi documenti dettagliano le "procedure speciali di contenimento" necessarie per gestire con successo il singolo oggetto. Sul sito sono presenti anche racconti in prosa, le Foundation Tales, che esulano dal format del report, ambientati nell'universo narrativo della Fondazione. La serie è stata elogiata per la sua capacità di trasmettere orrore attraverso il suo stile di scrittura scientifica e accademica, nonché per i suoi elevati standard di qualità.
Il successo della SCP Foundation ha inoltre ispirato numerose opere spin-off, tra cui il videogioco SCP: Containment Breach.

## Origini del sito

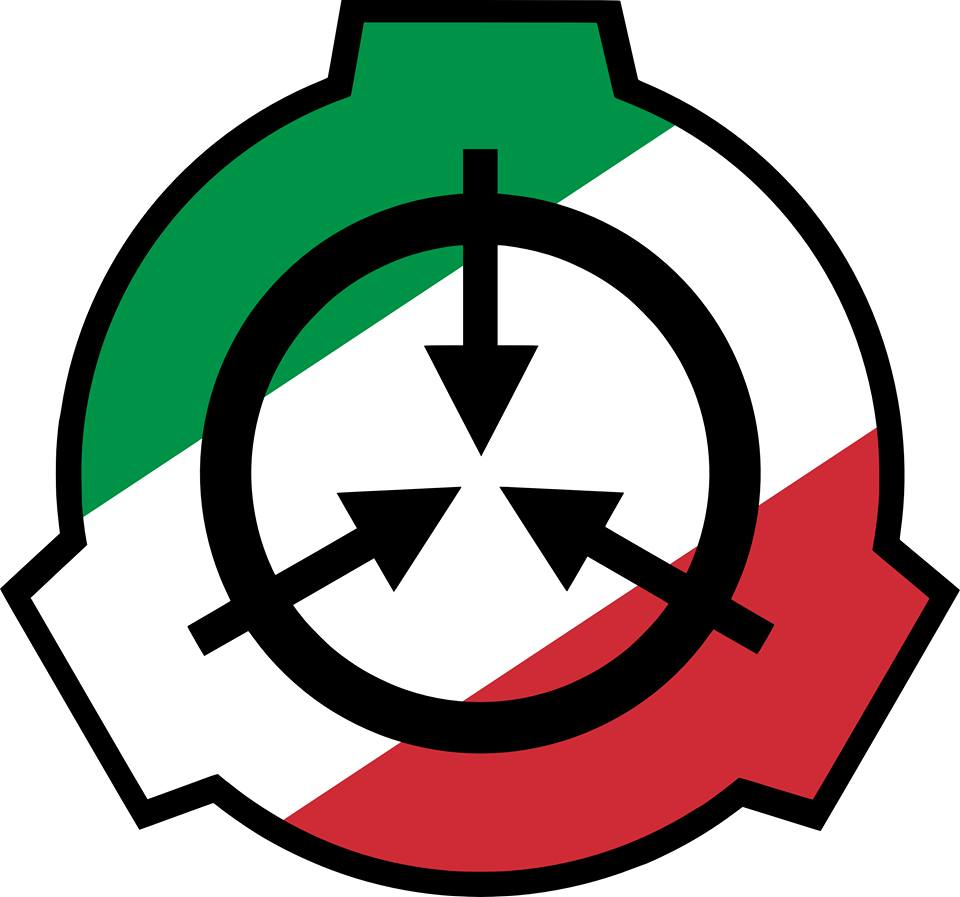
Logo della branca italiana

Il fenomeno dei racconti SCP ha avuto inizio nel 2007, in una discussione sull'imageboard 4chan riguardante un rapporto su una creatura chiamata SCP-173. Il racconto narra di una scultura animata che, se persa di vista anche per un solo istante, si muove uccidendo chiunque sia nei dintorni, spezzandogli il collo o soffocandolo. Questa nuova tipologia di creepypasta causò un enorme interesse, poiché non era basato su uno spavento improvviso, ma su una costante sensazione di paranoia. 
Il racconto ebbe un successo così ampio che furono create altre storie sullo stesso filone narrativo del primo. Questo fu l'inizio delle "Serie SCP". La mole di produzione spinse alcuni autori ad aprire un sito wiki dedicato nel 2008, sulla piattaforma Wiki EditThis. A seguire la community dovette trasferire il sito su Wikidot a causa del regolamento di EditThis che impediva la pubblicazione di racconti che avevano descrizioni non accettabili per le sue linee guida.
Il successo di questa nuova tipologia di creepypasta diede origine a un movimento fandom dedicato alla serie di racconti SCP. Successivamente, apparvero diverse fan art su deviantART, oltre a fan film, fan fiction e videogiochi dedicati. Sono state create inoltre delle branche di nazioni differenti, ciascuna con le traduzioni degli SCP originali e nuove creature proprie di ciascuna branca; al novembre 2021 esistono in totale quindici branche ufficiali e quattro non ufficiali oltre a quella originale.

## Stile di scrittura

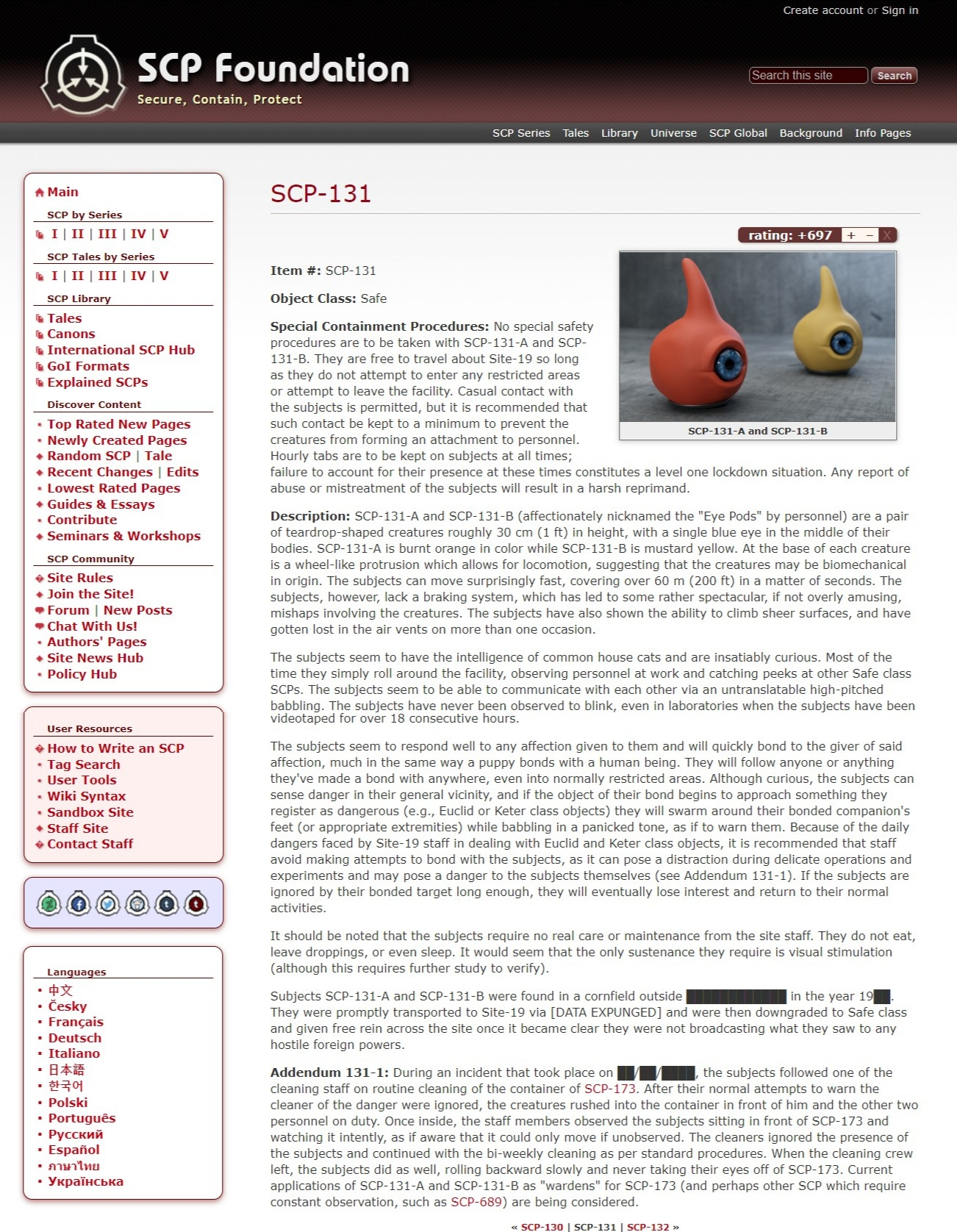
Screenshot della pagina di SCP-131 "The eye-pods" (cliccare per ingrandire): si può notare come la descrizione del fenomeno sia impaginata come un rapporto scientifico, con tanto di parti oscurate.

Il sito ospita la maggior parte delle storie, scritte come articoli a sé stanti che descrivono le "misure speciali di contenimento" di un dato oggetto SCP. Ogni articolo ha come titolo il codice identificativo unico di quell'anomalia. Questa è poi classificata secondo le varie "classi" basate sulla difficoltà di contenimento dell'oggetto. La documentazione quindi procede nel descrivere le procedure di contenimento da adottare nei confronti dell'anomalia, e successivamente descrive l'oggetto in questione. Al documento possono poi essere aggiunti elementi accessori come immagini, ricerche correlate, aggiornamenti sull'anomalia o relazioni sugli esperimenti condotti su di essa. I rapporti sono scritti in uno stile pseudoscientifico e spesso contengono informazioni omesse, oscurate o censurate. 
Altre tipologie di racconto sono le Foundation Tales. Queste storie sono ambientate nell'universo narrativo della Fondazione e spesso si concentrano su un SCP particolare oppure sulle vite di alcuni membri dello staff dell'organizzazione. La Fondazione SCP manca di un canone narrativo centrale, ma le storie sul sito sono spesso collegate tra loro per creare narrazioni più ampie. I contributori possono creare "canoni", che sono aggregati di entità SCP e Foundation Tales con luoghi, personaggi o trame simili. Molti "canoni" hanno pagine hub che spiegano il loro concetto di base e forniscono informazioni come tavole cronologiche o l'elenco dei personaggi coinvolti.

### Nomenclatura e classificazione delle entità SCP

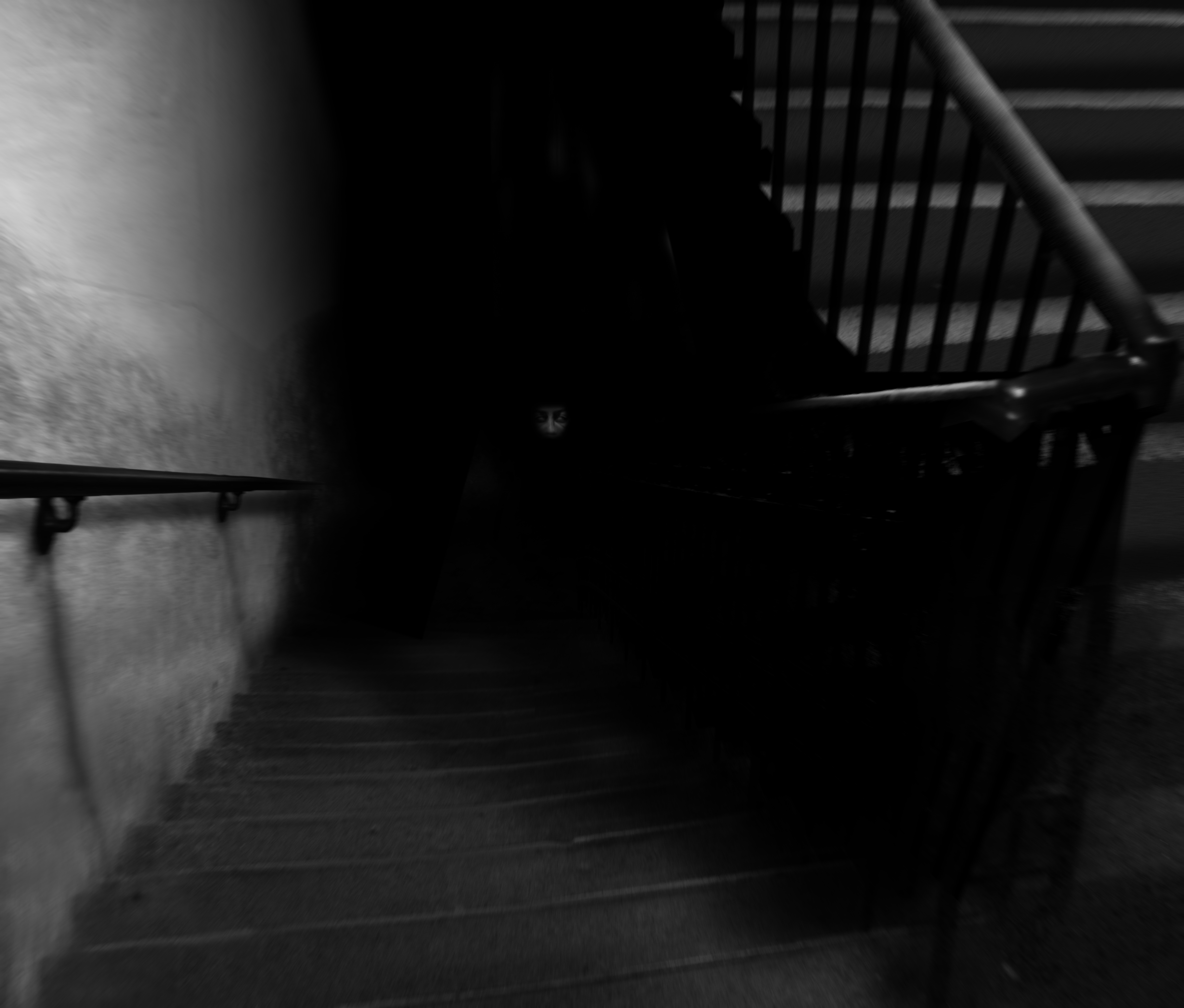
SCP-087 "la scalinata"; il volto pallido in figura è SCP-087-1

Le entità vengono catalogate con la sigla "SCP" (special containment procedures) seguita da un numero (ad esempio SCP-173); nel caso di entità redatte da una branca al numero viene fatta seguire una sigla che indica la branca corrispondente (come SCP-002-IT, dove la sigla "IT" indica la branca italiana della fondazione): in questo modo entità classificate da due branche differenti possono avere lo stesso numero. Nel caso di più entità costituenti un singolo fenomeno, oltre alla classificazione collettiva viene effettuata anche una classificazione per ciascuno di essi, apponendo un numero o una lettera dopo l'identificativo (ad esempio SCP-087 e SCP-087-1). L'entità è inoltre classificata in base alla difficoltà di contenimento; vi sono in totale otto classi definite "standard":
- Safe: in questa classe cadono gli SCP molto facili da contenere e spesso, ma non sempre, innocui; talvolta per gli SCP Safe il contenimento è descritto come non necessario o in parte necessario.
- Euclid: SCP che necessitano di maggiori ricerche, studi e accorgimenti per essere contenuti. Vengono classificati come Euclid tutte quelle entità che sono descritte come dotate di capacità senzienti, a causa della loro imprevedibilità.
- Keter: SCP molto difficili o impossibili da contenere. Spesso sono descritti come potenzialmente pericolosi.
- Thaumiel: gli SCP classificati come Thaumiel sono quelli descritti come in grado di contenere altri SCP o che comunque sono risorse per la fondazione.
- Neutralized: SCP che sono stati distrutti o disabilitati.
- Apollyon: SCP impossibili da contenere e che, se scatenati, potrebbero portare alla fine del mondo e/o alla fine dell'umanità.
- Archon: SCP che, pur potendo essere contenuti, vengono lasciati liberi per varie motivazioni.
- Ticonderoga: SCP che sono impossibili da contenere ma che, per vari motivi, nemmeno necessitano di contenimento.

Esistono classi che vengono definite "esoteriche" e sono in genere limitate ad una sola entità: l'utilizzo di tali classi nello scrivere una pagina deve prima essere discusso e approvato dalla community del sito. Altre classi considerate "non-standard" sono la explained, ossia fenomeni che non necessitano di ulteriori studi, la decommissioned, che indica pagine da considerare come esempi negativi per la scrittura, e la pending, nella quale confluiscono tutte le pagine non ancora catalogate in una delle altre classi. Le entità sono divise in serie che vanno da un migliaio a quello successivo: al maggio 2024 esistono in totale nove serie, contenenti oltre ottomila articoli.
Casi particolari sono le pagine definite Joke (lett. "scherzo"): queste sono scritte per essere volutamente divertenti e prive di senso, pur mantenendo un certo taglio pseudo-scientifico. Le pagine Joke sono autorizzate a non rispettare la classificazione e la nomenclatura standard, purché nel loro nome sia inclusa la sigla "-J" (ad esempio SCP-000-J) a indicare l'appartenenza a questa particolare serie. Al maggio 2024 esistono oltre 300 pagine Joke.

## Accoglienza

### Critica
Il fenomeno della Fondazione SCP è stato accolto molto positivamente. Michelle Starr di CNET ha lodato la natura inquietante della serie. Gavia Baker-Whitelaw, scrivendo per il Daily Dot, ha apprezzato l'originalità del sito e lo ha descritto come "lo stile di scrittura horror più unicamente avvincente che si trova su internet". Ha inoltre notato che le descrizioni delle creature raramente contengono del gore gratuito; piuttosto, l'orrore delle serie è spesso determinato attraverso le descrizioni "pragmatiche" e "impassibili", come anche grazie all'inclusione di dettagli. Lisa Suhay, scrivendo per il quotidiano Christian Science Monitor, ha inoltre messo in evidenza lo "stile ironico" della Fondazione.
Leigh Alexander, scrivendo per The Guardian, sostiene che il sistema di votazione della wiki permette ai lettori di trovare facilmente i contenuti che "la community giudica come i migliori e i più spaventosi". Bryan Alexander, nel libro The New Digital Storytelling afferma che la Fondazione SCP è probabilmente "il traguardo più avanzato della narrativa wiki" a causa del fenomeno su ampia scala e i procedimenti ricorrenti attraverso i quali gli utenti creano contenuti letterari. Andrew Paul, scrivendo per la rubrica Dark(ish) Web su Medium, ha notato l'eterogeneità dei lavori e ha collegato lo stile di narrazione coinciso ai trend attuali nei media digitali come Snapchat e Vine. Gregory Burkart, autore presso la casa di produzione Blumhouse Productions, ha notato come alcune delle Foundation Tales avessero un tono molto negativo e oscuro, mentre altre erano "sorprendentemente leggere".

### Impatto culturale

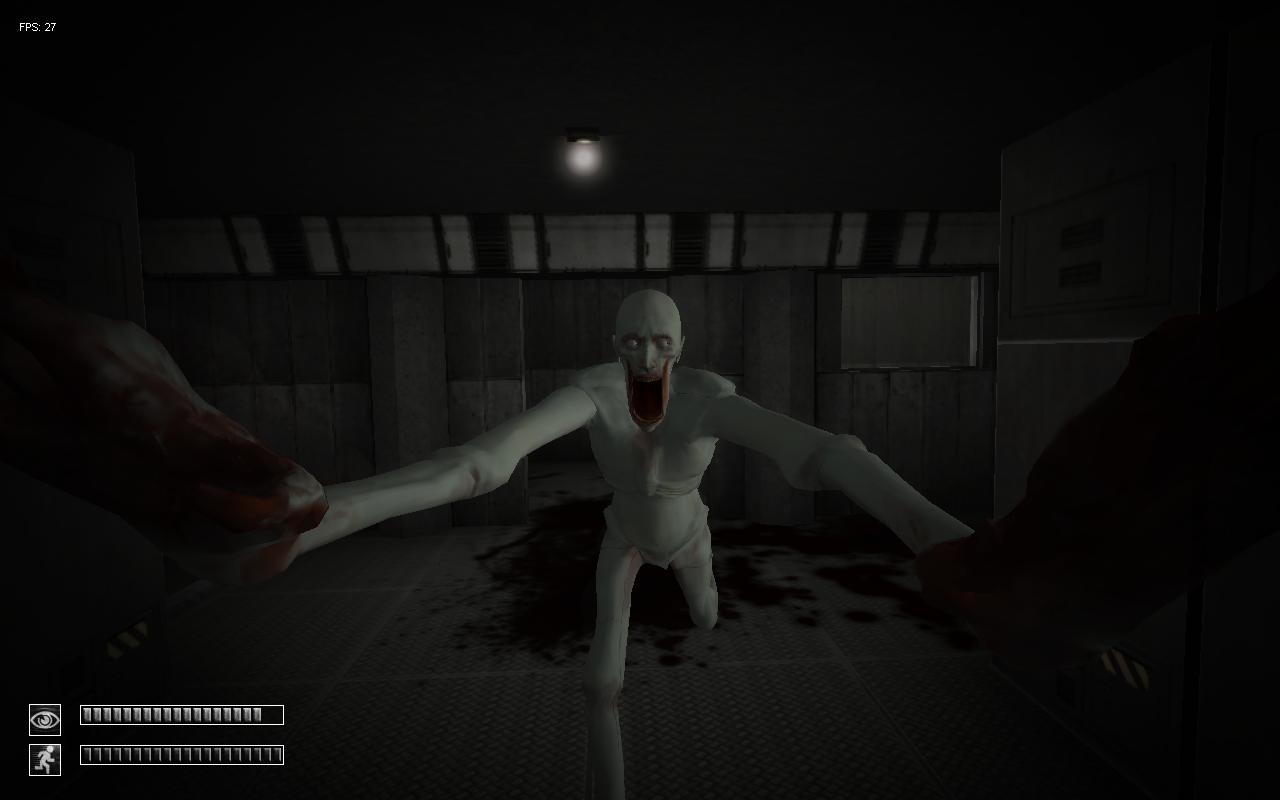
SCP-096 "Shy Guy" in SCP: Containment Breach

La Fondazione SCP ha ispirato numerosi videogiochi indipendenti come SCP: Containment Breach, uno dei giochi basati sulla Fondazione più popolari, è stato pubblicato dallo sviluppatore finlandese Joonas Rikkonen nel 2012. Il personaggio protagonista è un membro anonimo di classe D della Fondazione che cerca di fuggire da un centro di contenimento: il giocatore deve evitare le guardie armate e fuggire dalle creature SCP. SCP Secret Laboratory è un gioco multigiocatore basato su Containment Breach. I giocatori possono scegliere se giocare come un SCP, uno scienziato in fuga, un membro di classe D, o un militare armato. Altri videogiochi sono SCP-5K, SCP-3008 e SCP-087. Control, un videogioco creato dalla Remedy Entertainment annunciato all'E3 del 2018 e uscito nell'agosto del 2019, è stato pesantemente influenzato dalla Fondazione essendo incentrato sul fittizio "Federal Bureau of Control" che rintraccia oggetti comuni dotati di influenze paranormali per studiarli e metterli in sicurezza.
SCP Foundation: Iris Through the Looking-Glass è serie di light novel scritta da Akira e illustrata da Sidu. Il libro racconta la storia di un ragazzo rapito dalla Fondazione dopo le sue continue visioni dell'immagine di Iris, un SCP femminile, in ogni libro che apre; il ragazzo e Iris sono quindi obbligati a cooperare per fuggire dalla Fondazione. La serie è stata pubblicata in Giappone nel settembre 2018.
Nell'ottobre 2014, una rappresentazione teatrale intitolata Welcome to the Ethics Committee è stata messa in scena a Dublino. La recita si basa sul Comitato Etico della Fondazione SCP, un'associazione che prova a limitare procedure di contenimento inumane.